# Lo que nos faltó decir
Lo que nos faltó decir es el séptimo álbum de estudio del dúo mexicano Jesse & Joy conformado por los hermanos Jesse y Joy Huerta. Lanzado oficialmente el 22 de mayo de 2025 a través de Warner Music México, siendo su primer ábum en tres años, desde Clichés. El álbum fue producido por Martin Terefe junto a Jesse, y grabado entre Londres, Nueva York, Los Ángeles, Bogotá y Ciudad de México. Cuenta con colaboraciones con Carlos Vives, Eden Muñoz, Poo Bear, Banda MS, Elsa y Elmar.

## Sencillos

### Lo que nos faltó decir
El primer sencillo del álbum fue lanzado el 24 de abril de 2024, en esta canción los hermanos Huerta abordan la vivencia de los vínculos afectivos con otras personas o seres —como una pareja, un familiar, un amigo o incluso una mascota— y la percepción de que, al concluir dichas relaciones, persisten palabras no dichas. Según expresan los propios intérpretes, la canción transmite la idea de que permanece un "fuego eterno" en el corazón por aquellos que han dejado una huella profunda, así como sentimientos y pensamientos que quedaron pendientes de expresar. El video musical se estrenó en simúltaneo, dirigido por Isi Sarfati de la casa productora Bamba Films S.A. de C.V. La canción fue galardonada como canción del año - pop/balada en la 37ª edición de los premios lo nuestro. 

### Te perdí
Segundo sencillo lanzado el 22 de agosto de 2024, es una colaboración con Banda MS de Sergio Lizárraga. Este sencillo fusiona el pop melódico característico de Jesse & Joy con los elementos del regional mexicano propios de Banda MS, creando una balada que aborda el dolor del desamor y la pérdida. "Te Perdí" fue escrita por Jesse & Joy hace más de una década con la intención de que otro artista la interpretara. Sin embargo, debido a circunstancias con la disquera del artista original, la canción no fue grabada en ese momento. Posteriormente, Jesse & Joy decidieron retomarla y, sintiendo que necesitaba un elemento adicional, optaron por colaborar con Banda MS. La grabación se llevó a cabo en Mazatlán, Sinaloa, donde ambos grupos trabajaron juntos en el estudio y filmaron el video musical el mismo día .

### Cuando estamos solas
El tercer sencillo se lanzó el 11 de octubre de 2024, coincidiendo con el Día nacional para salir del armario. Este sencillo es una balada pop que celebra la libertad de amar sin miedo, destacando la autenticidad y el amor que trasciende los prejuicios. La letra de "Cuando Estamos Solas" describe una relación íntima y profunda entre dos mujeres, resaltando la conexión emocional que comparten cuando están a solas. Expresa la lucha contra los juicios externos y la importancia de vivir el amor de manera auténtica. Joy Huerta dedicó la canción a su esposa, Diana Atri. En entrevistas, Joy ha expresado que este tema es una de las composiciones más personales que ha compartido públicamente. La canción fue escrita durante la pandemia, en un momento de introspección y conexión profunda con su familia. Inicialmente, Joy no tenía la intención de lanzarla, pero posteriormente decidió compartirla como un mensaje de amor y visibilidad para la comunidad LGBTQ+. 

### Digas lo que digas
Tan solo una semana después, el 18 de octubre, lanzaron su cuarto sencillo, mismo que presenta una balada pop con una letra que aborda la decisión de poner fin a una relación tóxica, resaltando la determinación de no dejarse manipular por palabras vacías. Fue seleccionada como el tema principal de la telenovela de TelevisaUnivisión «Papás por Conveniencia».

### Accidente
El quinto sencillo, lanzado el 13 de febrero de 2025, es una colaboración con la cantante colombiana Elsa y Elmar. "Accidente" es una balada pop que explora la fragilidad de las relaciones amorosas y cómo, a veces, el amor puede desvanecerse inesperadamente, dejando cicatrices profundas. La canción surgió de una sesión de composición que comenzó con una conversación sincera sobre el desamor, evolucionando hacia letras poderosas. El video oficial  fue filmado en Casa de Copas, el mismo lugar donde nació la canción.

## Gira musical
El Despecho Tour es el nombre de la gira musical donde los hermanos Huerta dan promoción al álbum. Actualmente suman 60 presentaciones en total, iniciando el 18 de enero de 2025 en Costa Rica. La gira abarca ciudades de México, Estados Unidos, Colombia, Perú, Chile, Argentina, República Dominicana y Puerto Rico.
La revelación del título y fecha se hicieron en su concierto del 15 de mayo de 2025 en el Auditorio Nacional de la Ciudad de México.

## Lista de canciones
| Lo que nos faltó decir |                                                   |                                                                           |                             |          |  |
| N.º                    | Título                                            | Escritor(es)                                                              | Productor(es)               | Duración |  |
| 1.                     | «Canción de Mylo»                                 | Jesse Huerta                                                              | Jesse Huerta                | 1:22     |  |
| 2.                     | «Digas lo que digas»                              | Jesse & Joy Huerta, Tommy Torres                                          | Jesse Huerta, Martin Terefe | 3:46     |  |
| 3.                     | «Empinar el codo» (Junto a Carlos Vives)          | Jesse & Joy Huerta, Carlos Vives, Tommy Torres                            | Jesse Huerta                | 3:45     |  |
| 4.                     | «Lo que nos faltó decir»                          | Jesse & Joy Huerta, Tommy Torres, Martin Terefe                           | Jesse Huerta                | 3:33     |  |
| 5.                     | «Nunca deja de Llover» (Junto a Eden Muñoz)       | Jesse & Joy Huerta, Eden Muñoz                                            | Jesse Huerta                | 3:56     |  |
| 6.                     | «No sé como le haces»                             | Jesse Huerta                                                              | Jesse Huerta                | 3:45     |  |
| 7.                     | «Nube» (Junto a Poo Bear)                         | Jesse Huerta                                                              | Jesse Huerta, Martin Terefe | 2:56     |  |
| 8.                     | «Te perdí» (Junto a Banda MS de Sergio Lizárraga) | Jesse & Joy Huerta, Julio Ramirez                                         | Jesse Huerta                | 3:59     |  |
| 9.                     | «Cuando estamos solas»                            | Joy Huerta, Jesus Nieves Cortes, Julio Reyes Copello, Nikolaj Torp        | Jesse Huerta, Martin Terefe | 2:40     |  |
| 10.                    | «Punto y aparte»                                  | Jesse Huerta                                                              | Jesse Huerta, Martin Terefe | 3:46     |  |
| 11.                    | «Accidente» (Junto a Elsa y Elmar)                | Jesse & Joy Huerta, Benjamin Alerhand Sissa, Elsa Carvajal, Julián Bernal | Jesse Huerta, Julián Bernal | 3:46     |  |
| 12.                    | «Jamás te pude amar»                              | Jesse Huerta                                                              | Jesse Huerta, Martin Terefe | 3:42     |  |
| 13.                    | «Vivirás para amar un día más»                    | Jesse Huerta                                                              | Jesse Huerta, Martin Terefe | 3:56     |  |
| 44:56                  |                                                   |                                                                           |                             |          |  |

## Premios y nominaciones
| Ceremonia          | Año  | Categoria                                     | Resultado | Ref. |
| ------------------ | ---- | --------------------------------------------- | --------- | ---- |
| Premios lo nuestro | 2025 | canción del año - pop/balada                  | Ganador   |      |
| Premios Juventud   | 2025 | canción pop - balada (lo que nos faltó decir) | Pendiente |      |
| Premios Juventud   | 2025 | Álbum pop                                     | Pendiente |      |